# NOAD in het seizoen 1958/59
Het seizoen 1958/1959 was het vijfde jaar in het bestaan van de Tilburgse betaaldvoetbalclub NOAD. De club kwam uit in de Nederlandse Eredivisie en eindigde daarin op de 17e plaats, dit betekende dat de club rechtstreeks degradeerde naar de Eerste divisie. Tevens deed de club mee aan het toernooi om de KNVB Beker, hierin werd in de vierde ronde verloren van Rapid JC (2–5).

## Wedstrijdstatistieken

### Eredivisie
|       | ADO   | Ajax  | Blauw-Wit | DOS   | DWS/A | Elinkwijk | Sportclub Enschede | Feijenoord | Fortuna '54 | MVV   | NAC   | PSV   | Rapid JC | SHS   | Sparta | VVV   | Willem II |
| ----- | ----- | ----- | --------- | ----- | ----- | --------- | ------------------ | ---------- | ----------- | ----- | ----- | ----- | -------- | ----- | ------ | ----- | --------- |
| Thuis | 1 – 1 | 2 – 2 | 1 – 4     | 2 – 0 | 2 – 2 | 1 – 0     | 2 – 6              | 2 – 1      | 0 – 0       | 1 – 1 | 3 – 3 | 1 – 3 | 0 – 1    | 4 – 3 | 0 – 4  | 2 – 3 | 1 – 2     |
| Uit   | 5 – 1 | 2 – 0 | 5 – 1     | 2 – 2 | 2 – 1 | 4 – 0     | 0 – 0              | 3 – 1      | 3 – 1       | 4 – 2 | 4 – 2 | 4 – 3 | 5 – 3    | 1 – 7 | 4 – 0  | 5 – 4 | 1 – 2     |

### KNVB Beker
| 1e ronde                                              | NOAD                                          | 3 – 1 (1 – 1)       | VOAB                                                            |
| 1 januari 1959 Plaats: Tilburg Gemeentelijk Sportpark | Jef Dirckx 25' Gerrit Wilborts 65', –' (pen.) |                     | 35' Van Boxtel                                                  |
| 2e ronde                                              | NOAD                                          | 2 – 0 (0 – 0)       | Gemert                                                          |
| 18 april 1959 Plaats: Tilburg Gemeentelijk Sportpark  | Jan de Jong 54' Herman Damen 89'              |                     |                                                                 |
| 3e ronde                                              | NOAD                                          | 1 – 0 Na verlenging | Hermes DVS                                                      |
| 10 mei 1959 Plaats: Tilburg Gemeentelijk Sportpark    | Frits Louer 109' (pen.)                       |                     |                                                                 |
| 4e ronde                                              | NOAD                                          | 2 – 5 (0 – 0)       | Rapid JC                                                        |
| 28 mei 1959 Plaats: Tilburg Gemeentelijk Sportpark    | Gerrit Wilborts Jan Meijer                    |                     | –', –' Giel Haenen 80' Hubert Hanneman Huub Janssen Jan Gösgens |

## Statistieken NOAD 1958/1959

### Eindstand NOAD in de Nederlandse Eredivisie 1958 / 1959
| Stand | Gespeeld | Gewonnen | Gelijk | Verloren | Punten | Doelpunten voor | Doelpunten tegen |
| ----- | -------- | -------- | ------ | -------- | ------ | --------------- | ---------------- |
| 17e   | 34       | 6        | 8      | 20       | 20     | 55              | 90               |

### Topscorers
| #                 | Naam            | Goal |
| ----------------- | --------------- | ---- |
| 1.                | Jan Meijer      | 18   |
| 2.                | Frits Louer     | 11   |
| 3.                | Rinus Bennaars  | 10   |
| 4.                | Tini van Osch   | 7    |
| 5.                | Ab Kentie       | 4    |
| 6.                | Tonny Mooij     | 1    |
| 6.                | Jan Rombout     | 1    |
| 6.                | Gerrit Wilborts | 1    |
| 6.                | Theo de Wilde   | 1    |
| Onbekend doelpunt |                 |      |
| –                 | Onbekend        | 1    |
| Totaal            | Totaal          | 55   |

| #      | Naam            | Goal |
| ------ | --------------- | ---- |
| 1.     | Gerrit Wilborts | 2    |
| 2.     | Herman Damen    | 1    |
| 2.     | Jef Dirckx      | 1    |
| 2.     | Jan de Jong     | 1    |
| 2.     | Frits Louer     | 1    |
| 2.     | Jan Meijer      | 1    |
| Totaal | Totaal          | 7    |